# Düsterbienen
Die Düsterbienen (Stelis) sind eine Gattung aus der Familie der Megachilidae. Sie sind Brutparasiten (Kuckucksbienen), bauen also keine eigenen Nester. Die Gattung ist grundsätzlich holarktisch verbreitet (mit einzelnen Arten südlich bis Costa Rica, Malaysia und Kenia), es sind weltweit ca. 105 Arten beschrieben, die in sieben Untergattungen gegliedert werden.

## Erscheinungsbild
Die Düsterbienen sind insgesamt vor allem schwarz gefärbt und haben nur kleinere gelbe oder weiße Flecken. Typisch für die Weibchen ist die kahle und fast flache Unterseite des Abdomens, die bei den Männchen eingedrückt und hell behaart ist. Der Rüssel ist relativ lang, im Vorderflügel sind zwei Cubitalzellen. Im Gegensatz zu verwandten Gattungen tragen die Tibien von Vorder- und Mittelbein zwei Dornen (anstelle von einem). Sie fliegen relativ träge von Mai bis September. Düsterbienen sind sehr unterschiedlich groß (4 bis 14 mm). Kleine einheimische Arten sind ca. 4 bis 5 mm (S. minima), größere 8 bis 11 mm lang (S. franconica, S. punctatissima).
Einige Düsterbienen sehen ähnlich aus wie Mauerbienen der Gattung Osmia, andere eher wie Wollbienen der Gattung Anthidium. Die Rotbeinige Düsterbiene hat gelbe Flecken an den Tergiten 2 bis 4 und rote Beine, S. punctatissima hat deutlich aufgehellte Tergitränder. In Nordamerika gibt es auch metallisch bunt glänzende Arten.

## Verhalten
Düsterbienen besuchen die Blüten nur zur eigenen Versorgung mit Nektar. Sie sind im Früh- und Hochsommer aktiv. Sie parasitieren bei verschiedenen Arten von Megachilidae (möglicherweise auch bei Ceratina). Einige Arten parasitieren bei verschiedenen Wirtsarten, andere sind auf eine oder wenige Arten spezialisiert. Die Düsterbienen legen ihr Ei zumindest teilweise schon in die Wirtszelle, bevor diese vollständig mit Futter versorgt ist. Die Stelis-Larve schlüpft aber vor der Wirtslarve, tötet diese, saugt sie zumindest teilweise aus und entwickelt sich dann vom Pollenvorrat im Nest der Wirtsbiene. Sie überwintern dann als Ruhelarve (Praepuppe) im Nest.

## Systematik
Stelis gehört in der Unterfamilie Megachilinae zur Tribus Anthidini. Zu dieser Tribus gehören unter anderem auch die Gattungen Anthidium, Trachusa, Anthidiellum, Icteranthidium, Rhodanthidium und Pseudoanthidium.

## Einheimische Arten
In der Westpalaearktis sind 22 Arten bekannt, aus Deutschland sind zehn Arten nachgewiesen, in der Schweiz elf und in Österreich neun Arten.
Mitteleuropäische Arten:
- Stelis annulata (historische Meldungen aus dem Wallis)

- Stelis breviuscula (D, A, CH)
- Stelis franconica (D, A, CH)
- Stelis minima (D, A, CH)
- Stelis minuta (D, A, CH)
- Stelis nasuta, Rotbeinige Düsterbiene, (D verschollen, A verschollen, CH Unterengadin)
- Stelis odontopyga (D, A, CH)
- Stelis ornatula (D, A, CH)
- Stelis phaeoptera (D, A, CH)
- Stelis punctulatissima, Punktierte Düsterbiene, (D, A, CH)[8]
- Stelis signata (D, A, CH)
- Stelis similima (CH, Tessin)